# Stichopus regalis
Stichopus regalis är en sjögurkeart. Stichopus regalis ingår i släktet Stichopus och familjen signalsjögurkor. Inga underarter finns listade i Catalogue of Life.